# ديماس غونسالفيس دي أوليفيرا
ديماس غونسالفيس دي أوليفيرا (بالبرتغالية: Dimas Gonçalves de Oliveira‏) هو لاعب كرة قدم برازيلي في مركز الهجوم، ولد في 30 سبتمبر 1984 في ساو باولو في البرازيل. لعب مع كييفو فيرونا ونادي مونتيكياري ونادي مونزا.